# Гора-при-Коменді
Гора-при-Коменді (словен. Gora pri Komendi) — поселення в общині Коменда, Осреднєсловенський регіон, Словенія. Висота над рівнем моря: 355 м.